# NGC 4135
NGC 4135 (другие обозначения — MCG 7-25-32, ZWG 215.34, PGC 38601, KISSR 1219) — спиральная галактика в созвездии Гончих Псов. Открыта Эдуардом Стефаном в 1881 году.
Относится к сейфертовским галактикам типа II. В её оптическом спектре эмиссионные линии имеют по два пика, но возможное объяснение такого эффекта — двойственность чёрной дыры в центре — неприменимо для этой галактики. Скорее всего, двойственность линий объясняется тем, что часть излучающего газа истекает со скоростью 350 км/с, а другая часть не имеет такой скорости и нагревается благодаря ударной волне от истекающего газа. В галактике наблюдается джет, идущий от её ядра. Наблюдается только одна сторона джета, что, вероятнее всего, связано с его высокой скоростью — от 0,25 до 0,55 скорости света — и вызванным ей эффектом Доплера.
Этот объект входит в число перечисленных в оригинальной редакции «Нового общего каталога».